# Banditi a Orgosolo
Banditi a Orgosolo è un film del 1961 diretto e prodotto da Vittorio De Seta. Con lo stesso titolo è stato pubblicato nel 1975 un libro dell'antropologo Franco Cagnetta, prima edizione monografica del saggio apparso sulla rivista Nuovi Argomenti nel 1954 con il titolo "Inchiesta su Orgosolo".
È il primo lungometraggio del regista siciliano. Presentato in concorso alla 22ª Mostra internazionale d'arte cinematografica di Venezia, ha vinto il premio Migliore Opera Prima.
Il film si svolge in Barbagia ed è interpretato da pastori sardi, attori non professionisti.
Il film era stato preceduto da due documentari, senza didascalie e commenti, girati da De Seta nel 1958: Un giorno in Barbagia e Pastori ad Orgosolo.

## Trama
Michele, un pastore di Orgosolo, subisce un controllo dai carabinieri nel suo ovile, e viene trovato in possesso di una carcassa di maiale. I carabinieri stanno dando la caccia a dei banditi che hanno rubato dei maiali. Mentre perlustrano i pressi trovano i maiali nascosti e hanno un conflitto a fuoco con i banditi nel quale un carabiniere muore. Michele, per non perdere il proprio gregge, sapendo che la giustizia lo avrebbe interrogato e ritenuto coinvolto si dà alla fuga. Infatti, è sospettato di abigeato e dell'uccisione di un carabiniere. È innocente ma non pensa proprio a costituirsi o a far emergere quanto realmente accaduto, anche perché per farlo avrebbe dovuto stare lontano dal suo gregge acquistato indebitandosi. Sceglie così di darsi alla latitanza in compagnia del fratello minorenne, Giuseppe.
Grazie all'aiuto che gli viene fornito dai compaesani Gonnario e Mintonia, riesce a nascondersi tra le montagne della Barbagia, ma, inseguito dai carabinieri, finisce col perdere tutto il suo gregge. Per la disperazione da cui è colto, braccato dalla giustizia e dai creditori, nel tentativo di recuperare ciò che aveva perso, ruba il gregge ad un altro pastore, trasformandosi così da potenziale vittima di un'ingiustizia a bandito.

## Genesi e ambientazione del film
Durante alcuni soggiorni a Orgosolo, De Seta aveva avuto modo di conoscere gli abitanti di questo angolo della Barbagia, la vita solitaria dei pastori nel loro isolamento fra le rocce e i pendii del Supramonte, costretti dai bisogni del gregge a trascorrere lunghi periodi lontani dalla propria famiglia. Si era addentrato, per quanto un osservatore estraneo possa farlo, nella vita del paese, scoprendo le divisioni fra le classi sociali ovvero fra chi si dedica alla pastorizia ed è costretto a pagare salati affitti per i pascoli e chi, possedendo grosse estensioni di terreno, gli affitti viceversa è solito riscuoterli.
L'interesse di De Seta si è rivolto anche alla storia di chi, un tempo pastore, a causa di avvenimenti a lui estranei, per ignoranza, destino, impotenza e sfiducia nello stato e nelle sue leggi viene coinvolto in un piccolo fatto che lo travolge e, ingrossandosi sempre più come una valanga, lo porta alla scelta o alla necessità di darsi alla macchia diventando un vero e proprio bandito.

## Premi
- 1961. Migliore opera prima al Festival di Venezia. Il film era stato anche nominato per il Leone d'oro.[4]
- 1962. Nastro d'Argento alla migliore fotografia del SNGCI.[4]
- Premio "San Giorgio " d'Argento
- Premio "Cinema Nuovo" Targa d'Oro 1961
- Premio della Federazione Italiana dei Circoli del Cinema

## Incassi
Incasso nelle sale a tutto il 31 marzo 1964 £ 132.666.510.

## Curiosità
Il protagonista Michele è doppiato da Gian Maria Volontè